# Mercedes Inés Carazo
Mercedes Inés Carazo fue una comandante montonera secuestrada por el Grupo de tareas 3.3.2 en octubre de 1976 que permaneció en La ESMA hasta que fue liberada en 1978.

## Biografía
Su padre era José María Carazo, secretario histórico del presidente Arturo Frondizi.

## Trayectoria
La física y oceanógrafa Mercedes Inés Carazo de Cabelos, alias «Lucy», fue una de la fundadoras de las Fuerzas Armadas Revolucionarias o FAR en Argentina. Estaba casada con el Jefe de la Columna Norte de Montoneros, Marcelo Daniel Kurlat, «Ramón» o «Monra», también fundador de las Fuerzas Armadas Revolucionarias (FAR), con quien había tenido una hija, Mariana. Ella llegó a ser una alta dirigente montonera con el grado de Oficial Mayor. En 1976, después del golpe militar, fue secuestrada por el grupo de tareas 33.2. Fue la comandante montonera de más alto grado capturada por los marinos, incluso más que Norma Arrostito

## Secuestro y desaparición
Antonio Pernías fue el encargado de asesinar a su esposo y de torturarla a ella. Pernías dirigió el operativo en el cual fue baleado su esposo, Marcelo Kurlat, y la hija de ambos, Mariana, fue secuestrada y llevada a la ESMA para interrogarla. Su pequeña hija fue llevada a casa de los padres de Carazo luego de una breve estadía en la ESMA. El «Tigre» Jorge Acosta fue el encargado de comunicarle que su esposo había muerto en el Hospital Naval y que su cuerpo había sido cremado.  
Carazo era la prisionera número 588 (los llamaban por el número). Fue enviada, junto a otros prisioneros, primero a España y luego a trabajar al Centro Piloto de París mientras mantenían a su familia de rehén. La hicieron pasar por socióloga. Allí trabajó leyendo periódicos y recortando lo que se decía de las acciones represivas de la dictadura argentina y elaborando informes cuyo objetivo era limpiar la mala imagen que la dictadura se forjaba en el exterior. Luego la mandaron de vuelta a la ESMA. Luego la volvieron a mandar a París.
Carazo estuvo en Francia, después regresó a Argentina, ya en democracia, y finalmente se fue a vivir a Perú donde obtuvo un cargo público como Coordinadora Nacional de la Red de Centros de Innovación Tecnológico Peruano (CITEs), dependiente del Ministerio de producción.
Según algunos escritores, como Abel Posse, Miguel Bonasso o Liliana Hecker, Carazo habría mantenido una historia amorosa con el represor Antonio Pernías durante su cautiverio en la ESMA y se convirtió en su amante.
Gracias a esta relación Carazo habría sobrevivido a su cautiverio y se le permitió viajar a España con su hija.
Mercedes Inés Carazo prestó testimonio en contra de Pernías durante el juicio de la Megacausa ESMA.

Cuando caigo me torturan brutalmente con una fuente de alta tensión y me preguntan por las imprentas de la organización y por mi marido. No dije nada. El que me daba máquina era Jorge Acosta. En un momento entra Antonio Pernías y me dice que es un militante peronista. Le digo que no le creo, porque tenía los ojos muy tranquilos. Me desnudaron y me estacaron a una cama a lo Tupac Amaru. En ese cuarto estuve aislada casi un mes. Mi mayor tortura fue escuchar la tortura de los otros.

De su relación con Pernías declara:

Tuve una relación con Pernías, que no fue impuesta, sino aceptada. Seguramente, si hubiera estado en libertad nunca hubiese estado con él. En los 80, cuando ya no tuve más controles, esa relación terminó. Me llevaba a comer a la Costanera, a la Recoleta o cerca del Obelisco. La comida era muy rica, pero la contradicción era muy grande. En la Esma no me dejaban ni lavarme los dientes. No tengo ni una muela mía. Nos traían dentistas, que nos sacaban los dientes para no enfermar. Nunca recibí ninguna medicación.

Según la sobreviviente Miriam Lewin la relación con Pernías no pudo haber sido «consentida» desde el momento en que Carazo estaba prisionera y su vida dependía del represor. La hipótesis de esta escritora y periodista es que Carazo, al igual que otras detenidas, fue una esclava sexual de los represores.

## Carazo en la literatura
Abel Posse escribió el libro Noche de lobos en el que ficcionó la historia como si Pernías y Carazo se hubieran «enamorado». Según el libro vivieron una «historia de amor». 
El libro de Miguel Bonasso, en Recuerdo de la muerte, la describe como una historia de amor y sugiere que Carazo se prostituyó.
También la escritora Liliana Heker, amiga de Inés Carazo, plasmó esta historia en su libro «El fin de la historia», en el cual la presenta como una traidora por haberse enamorado de su captor, por haber sobrevivido y se siente desilusionada echándole en cara la traición a los ideales de su generación.